# Psapharochrus wappesi
Psapharochrus wappesi là một loài bọ cánh cứng trong họ Cerambycidae.